# لورا بینگهام
لورا بینگهام (Laura Bingham) همچنین شناخته شده با نام لورا استفورد (Laura Stafford) (متولد ۱۹۹۳)، کاوشگر و ماجراجوی انگلیسی که بیشتر اورا به عنوان نخستین فردی که در جهان توانست بر روی رودخانهٔ اسکیبو در گویان (آمریکای جنوبی) فرود بیاید می‌شناسند. در سال ۲۰۱۷، تصویر وی بر روی جلد مجلهٔ بریتیش ایرویز های لایف به‌همراه رانلف فاینز، اد استفورد (همسرش) و تیموتی پیکه، تحت عنوان «ماجراجو» به‌چاپ رسید.

## زندگی‌نامه
لورا بینگهام در منطقه‌ای روستایی واقع در انگلیس متولد و بزرگ شد. او کوچکترین فرزند در میان چهار خواهر بود. وی در دوران کودکی و نوجوانی سفرهای خانوادگی بسیاری به جنوب آفریقا داشت و با فرهنگ‌های گوناگون آنها آشنا شده‌است. همچنین او برای مدت کوتاهی به مدرسهٔ در جنوب آفریقا رفت که موجب تقویت عشق و علاقهٔ وی به سفر و اکتشاف در نقاط مختلف دنیا گردید. او در دبیرستان وست گیت و سپس کالج پیتر سیموندز در شهر زادگاهش وینچستر، تحصیل کرد. بینگهام فهرستی از کارهایی که دوست دارد در زندگی انجام دهد، تهیه کرد. او در هجده سالگی به منظور سفر به دور دنیا خانه را ترک کرد و وتنها هدف زندگی‌اش را به ثمر رساندن خواسته‌های فهرست‌اش قرار داد.
در سال ۲۰۱۴، بینگهام به مکزیک سفر کرد و در آنجا با مدرک تفل خود به تدریس زبان انگلیسی پرداخت. او همچنین با دولت مکزیک بر سر حفاظت از گونهٔ جانوری جگوار درگیر شد. در این چهار ماه، بینگهام توانست زبان اسپانیایی را تا سطح متوسط فرا گیرد.
پس از آنکه پول کافی برای بازگشت به انگلستان را فراهم کرد، در مه ۲۰۱۴، از سفر هوایی به خانه منصرف شد و تصمیم گرفت به مدت دوماه به عنوان خدمهٔ (دو مرد و یک گربه به نام کوبا) کشتی ۳۸ فوتی تریماران در اقیانوس اطلس دریانوردی کند.
در ژانویهٔ ۲۰۱۶، بینگهام با دوچرخه از ساحل غربی تا شرقی آمریکای جنوبی را طی کرد. رانولف فاینس اظهار داشت که «لورا شخص بسیار شجاعی است، این کار خطرناک است». او که تجهیزات اندکی می‌توانست با خود حمل کند، هفت هزار کیلومتر را در ۱۶۴ روز از مانتا در ساحل اقیانوس آرام در اکوادور و درون کشور پرو، بولیوی و پاراگوئه طی کرد تا در یکم ژوئیه ۲۰۱۶ به ساحل اقیانوس اطلس در شهر بوینس آیرس آرژانتین رسید. بینگهام بدون پول و با تکیه بر مهربانی و سخاوت مردم در سراسر آمریکای جنوبی سفر کرد و همزمان برای خیریه‌ای انگلیسی که در آمریکای جنوبی فعالیت می‌کرد. تبلیغ و مردم را از کارهای آن خیریه آگاه می‌ساخت.
در آوریل ۲۰۱۸، بینگهام برنامهٔ فرود بر رودخانهٔ اسکیبو در گویان را طراحی، برنامه‌ریزی و رهبری کرد. وی همچنین سفیر خیریه آمبولانس هوایی کودکان است.

## زندگی شخصی
بینگهام در لسترشر انگلستان به همراه همسر و همکار کاشف خود، اد استفورد زندگی می‌کند. در ۶ ژوئن ۲۰۱۷، استفورد در توئیتر خود اعلام کرد که بینگهام صاحب یک فرزند پسر شده‌است. در ۲۶ اوت ۲۰۲۰، بینگهام صاحب دو فرزند دختر به نام-های مری و کامیلا شد.